# کرنلیوس وندربیلت
کرنلیوس وندربیلت (به انگلیسی: Cornelius Vanderbilt)؛ (زادهٔ ۲۷ مهٔ ۱۷۹۴ - درگذشتهٔ ۴ ژانویهٔ ۱۸۷۷) یک نیکوکار ثروتمند اهل ایالات متحدهٔ آمریکا بود که ثروت خود را از ساخت راه‌آهن و حمل و نقل بدست آورده بود. او هم‌چنین بزرگ خاندان خانوادهٔ وندربیلت و یکی از ثروتمندترین افراد آمریکایی در تاریخ بود. وی بنیان‌گذار دانشگاه وندربیلت است که به افتخار وی نام‌گذاری شده‌است.
کرنلیوس وندربیلت سازنده ترمینال گراند سنترال نیویورک است. سه خیابان مهم در سه منطقه منهتن، استِیتِن آیلند و بروکلین در نیویورک به نام وندربیلت نام‌گذاری شده‌اند.

## دودمان
پدربزرگ (پدر پدرِ) کرنلیوس وندربیلت، ژان آئرتسون یا آئرتسزون، یک کشاورز هلندی از روستای د بیلت در استان اوترخت هلند بود، که برای استخدام خدمتکاری در سال ۱۶۵۰ م به نیویورک مهاجرت کرد. داچ ون در (به هلندی: Dutch van der) در نهایت به نام روستای آئرتسون اضافه شد و باعث تغییر نام به «ون در بیلت» (به هلندی: van der Bilt) شد، که در نهایت این نام نیز به‌صورت وندربیلت فشرده شد.